# Fratelli di San Patrizio

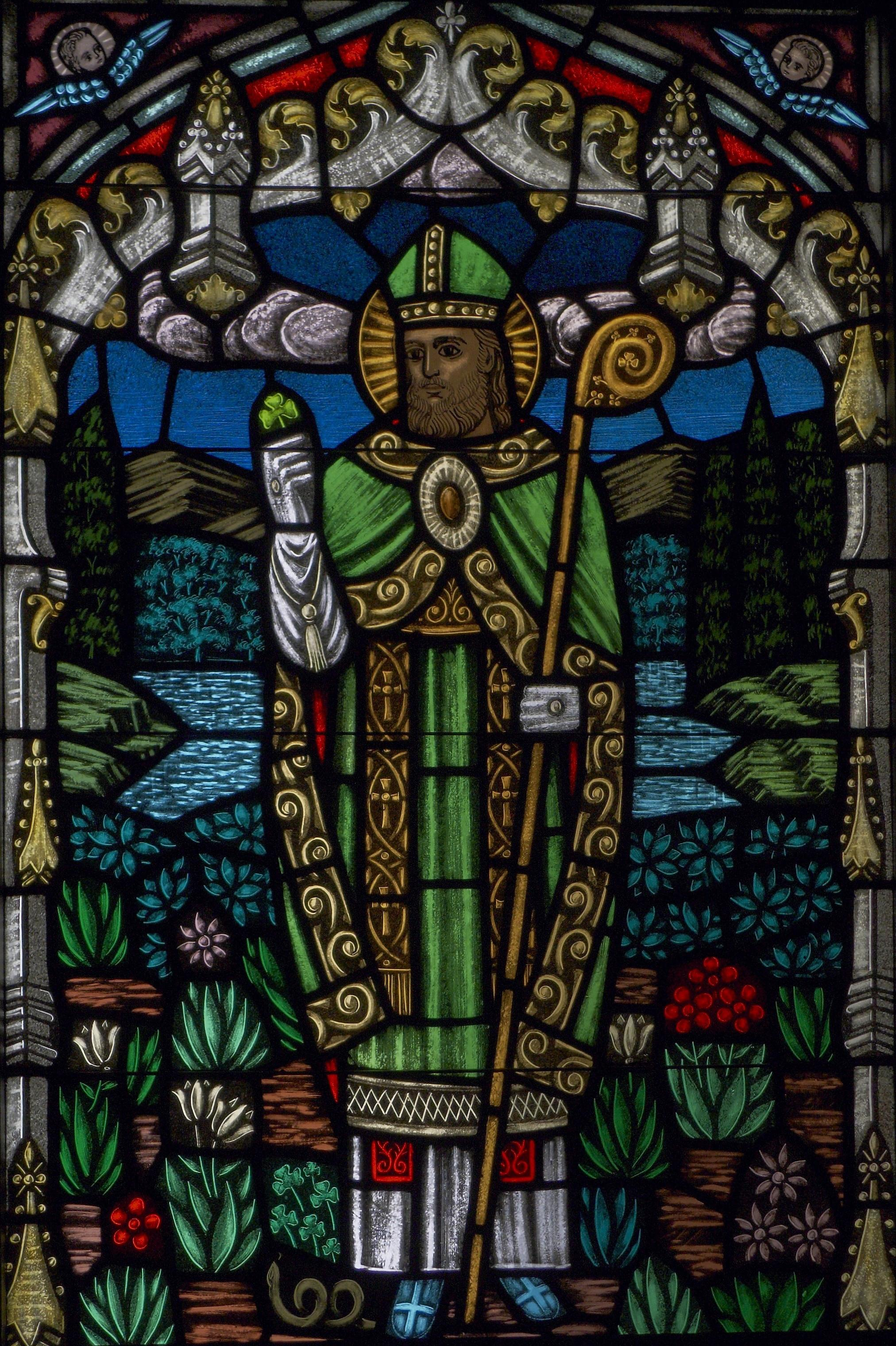
San Patrizio, titolare della congregazione

I Fratelli di San Patrizio (in latino Congregatio Fratrum a Sancto Patricio, in inglese Brothers of St. Patrick) sono un istituto religioso maschile di diritto pontificio: i membri di questa congregazione laicale pospongono al loro nome la sigla F.S.P.

## Storia
La congregazione venne fondata a Tullow il 2 febbraio 1808 dal prelato irlandese Daniel Delany (1747-1814), vescovo di Kildare e Leighlin, per l'educazione cattolica della gioventù dopo l'abolizione delle leggi penali del 1695-1727.
L'istituto ottenne il pontificio decreto di lode il 6 gennaio 1888 e l'approvazione definitiva della Santa Sede l'8 settembre del 1893.

## Attività e diffusione
I Fratelli di San Patrizio si dedicano prevalentemente all'istruzione ed all'educazione cristiana della gioventù, anche in terra di missione.
Sono presenti in Irlanda, negli Stati Uniti d'America, in India, in Kenya, in Australia e Papua Nuova Guinea. La sede generalizia è a Kildare.
Nel 2003 la congregazione contava 207 fratelli e 42 case.